# Министерство обороны Шри-Ланки
Министерство обороны Шри-Ланки ответственно за реализацию государственной оборонной политики и является одновременно штаб-квартирой Вооруженных Сил Шри-Ланки.
Совет национальной безопасности Шри-Ланки является исполнительным органом государственной власти Шри-Ланки, миссия которого заключается в поддержании национальной безопасности с полномочиями по управлению военными и полицией Шри-Ланки. Министр обороны и постоянный секретарь Министерства обороны и начальник штаба обороны являются постоянными членами Совета национальной безопасности.

## История
Было создано в 1948 году под названием Министерство внутренних дел и обороны (Ministry of External Affairs and Defence). В 1977 премьер-министр Дж. Р. Джаявардене разделил министерство на два (соответственно, Министерство внутренних дел и Министерство обороны). В 2011 премьер-министр Махинда Раджапакса переименовал ведомство в Министерство обороны и городского развития (Ministry of Defence and Urban Development). С 2015 (премьер-министр Майтрипала Сирисена) — вновь Министерство обороны.

## Структура
- Армия Шри-Ланки
- Флот Шри-Ланки
- ВВС Шри-Ланки
- Полиция Шри-Ланки
- Гос разведка
- Национальный кадетский корпус
- Департамент иммиграции и эмиграции
- Департамент регистрации лиц
- Департамент по делам гражданской обороны (ранее Служба ополчения)
- Национальный совет по контролю за оборотом наркотиков